# Katolski Posoł
De Katolski Posoł is een Sorbisch tijdschrift, dat in 1863 door Michał Hórnik werd opgericht. Het verschijnt sinds de oprichting in het Oppersorbisch en richt zich in eerste instantie op de katholieke Oppersorben in de Lausitz. In de periode 1937-1945 werd het tijdschrift door de nationaalsocialisten verboden. Verantwoordelijk uitgever is de Cyrillus-Methodius-vereniging uit Bautzen.